# Portada/article novembre 3

## Introducció a la teoria de grups
En matemàtiques, la teoria de grups estudia els grups. Un grup és una estructura algebraica que consta d'un conjunt juntament amb una operació que combina qualsevol parella dels seus elements per formar un tercer element. Perquè es pugui qualificar com un grup, el conjunt i operació han de satisfer unes quantes condicions anomenades axiomes de grup, aquestes condicions són: tenir la propietat associativa, tenir element identitat i element invers. Mentre que aquestes característiques són familiars a moltes estructures matemàtiques, com ara els diferents sistemes de nombres, la formulació dels axiomes se separa de la natura concreta del grup i el seu funcionament. Això permet manejar entitats d'orígens matemàtics molt diferents d'una manera flexible, mentre es conserven aspectes estructurals essencials de molts objectes. La ubiqüitat dels grups en nombroses àrees (tant dintre com fora de les matemàtiques) els converteix en un principi central entorn al qual s'organitzen les matemàtiques contemporànies.